# Athaliidae
Athaliidae (лат.) — семейство сидячебрюхих перепончатокрылых из группы пилильщиков надсемейства Tenthredinoidea (ранее в составе Tenthredinidae). 4 рода. Африка и Евразия.

## Описание
Мелкие пилильщики длиной от 5 до 8,5 мм. Основная окраска тела жёлтая (брюшко, переднеспинка, ноги) с чёрной головой и частью груди (мезонотум); лапки могут быть с чёрными кольцами. Усики от 18—21-члениковых у Hennedyia и Hennedyella до 10—13-члениковых у Hypsathalia и Athalia. Трофически связаны с травянистыми растениями, повреждают капусту, турнепс, рапс, горчицу.

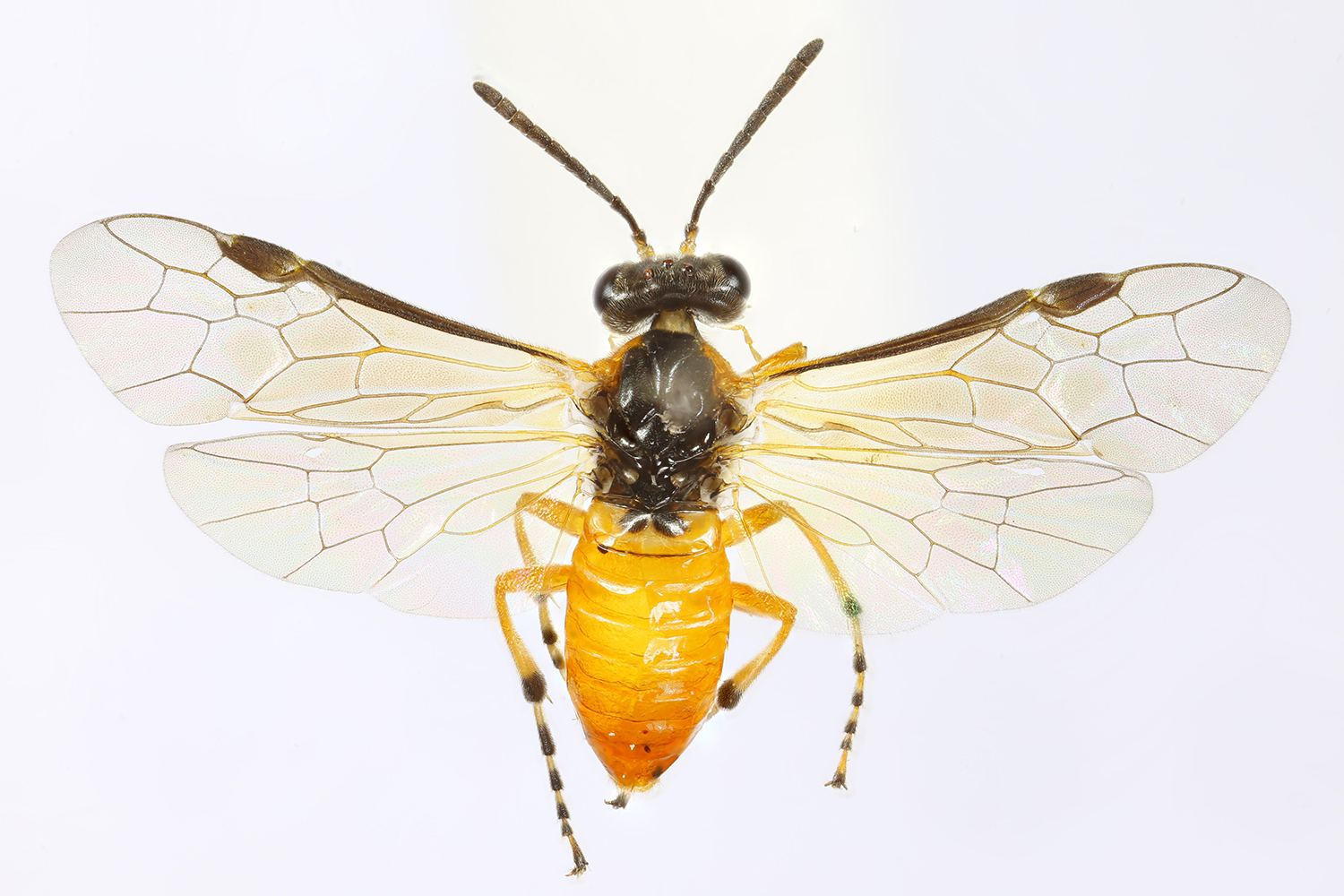
Athalia cordata
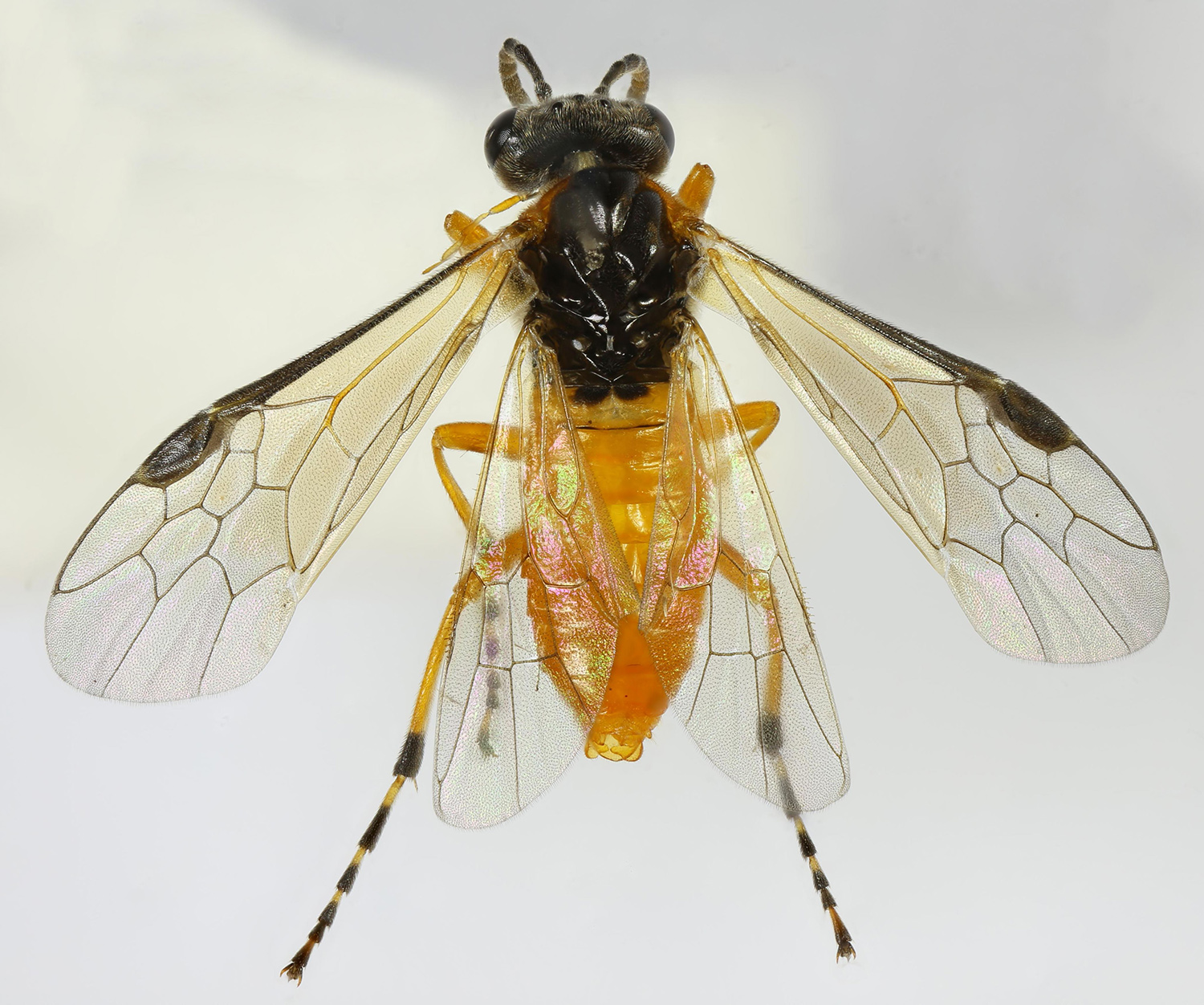
Athalia circularis
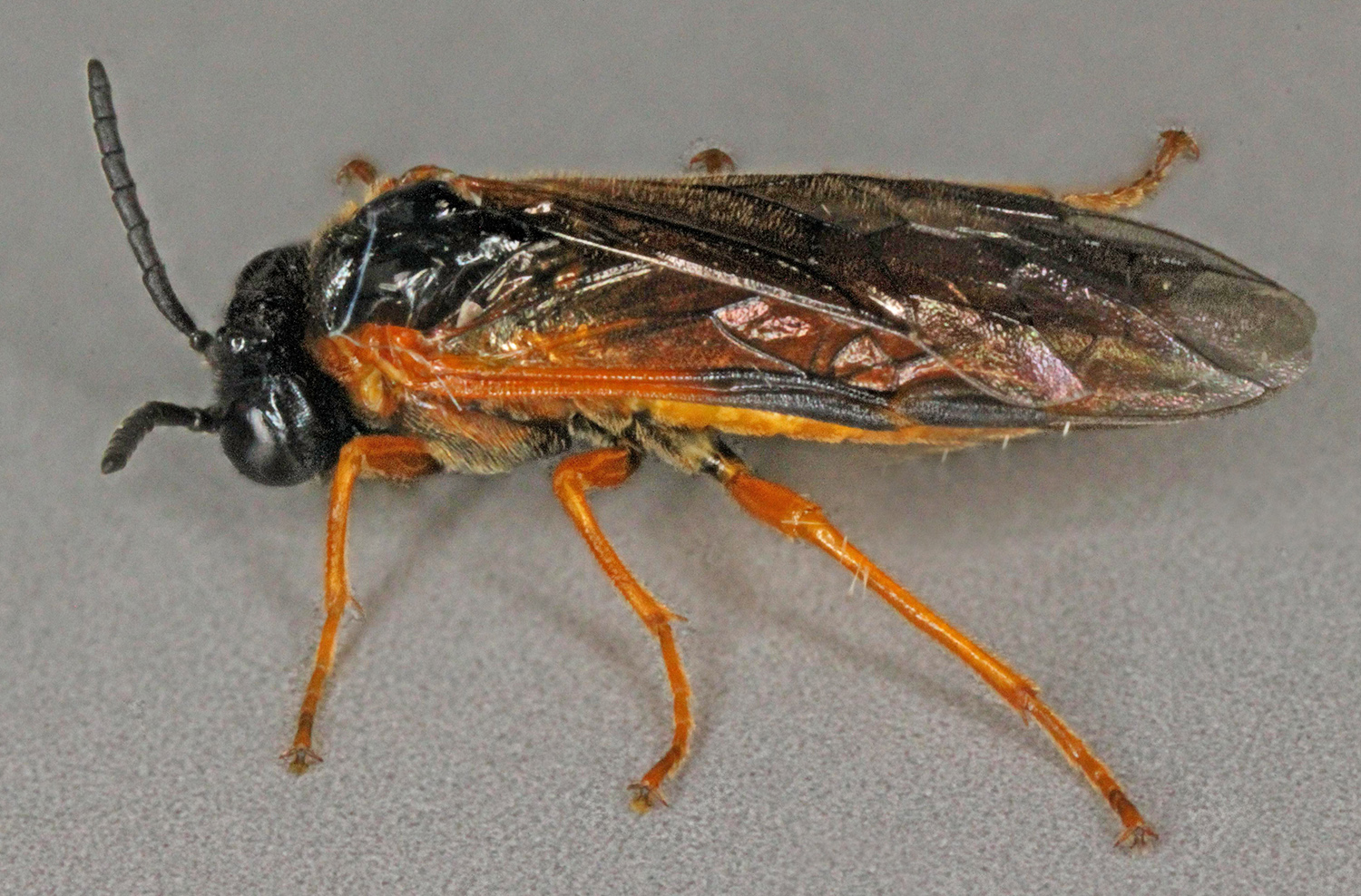
Athalia scutellariae

## Систематика и филогения
4 рода, более 20 видов (с подвидами более 60). Ранее этих представителей включали в состав семейства Настоящие пилильщики (Tenthredinidae), в том числе в рамках трибы Athaliini, ревизию которых в 1962 году провёл британский энтомолог Роберт Бенсон (1904—1967). Athalia является сестринской группой Tenthredinidae*+ Diprionidae+Cimbicidae и по молекулярным и по морфологическим данным. В морфологическом древе (Schulmeister, 2003a: fig. 7) Athalia даже является сестринской группой всех других Tenthredinoidea s.str. и базальным таксоном для тенрединид. Бенсон (1962) в своей трактовке Athaliini уже заявлял, что Athalia — это «род, находящийся вблизи основания стебля тенрединид и демонстрирующий некоторые примитивные черты». Согласно Бенсону (1962: p. 349), все четыре рода Athaliini (Hennedyia, Hennedyella, Hypsathalia, Athalia) обычно имеют рудиментарную абсциссу переднего крыла Rs. Это уникальное явление в пределах Tenthredinoidea s.s. и соответствует состоянию, найденному в семействе Blasticotomidae. Однако, этот признак вариабельный внутри видов Athalia (у некоторых экземпляров абсцисса отсутствует). Род Athalia (=Dentathalia) и близкие группы (Hypsathalia, Hennedyia, Hennedyella) выделены из Tenthredinidae в отдельное семейство Athaliidae.
- Athalia Leach, 1817 (=Dentathalia Benson, 1931) — Мировая фауна (95), Палеарктика (45), Россия (18 видов)[5]
  - Пилильщик рапсовый
- Hypsathalia Benson, 1962
  - Hypsathalia przewalskyi (Jakovlev, 1887) (Ц.Азия: Тибет, Гималаи, Кашмир)
    - =Athalia przewalskyi Jakovlev, 1887
- Hennedyia Cameron, 1891
  - Hennedyia annulitarsis Cameron, 1891 (Испания и Греция)
- Hennedyella Forsius, 1935
  - Hennedyella athaloides Forsius, 1935 (Юго-Восточная Азия)